# The Beast (film 2023)
The Beast (La Bête) è un film del 2023 diretto da Bertrand Bonello.
La pellicola è liberamente tratta dalla novella La bestia nella giungla di Henry James.

## Trama
Nella Parigi del 2044, dove l'intelligenza artificiale ha sostituito gli esseri umani in pressoché ogni campo, una donna e un uomo che sentono di conoscersi senza essersi mai visti si sottopongono a un procedimento per "ripulire" il loro DNA dalle emozioni superflue, rivivendo le loro vite precedenti da amanti sfortunati: nel 1914, come membri dell'alta società parigina della Belle Époque all'alba della storica alluvione della Senna, e nella Los Angeles del 2014, dove lei è un'attrice in erba e lui un misogino che ne diventa ossessionato.

## Produzione

### Sviluppo
Bonello ha cominciato a scrivere la sceneggiatura del film nel 2017, con Léa Seydoux e Gaspard Ulliel già in mente per il ruolo di protagonisti, avendoli precedentemente diretti in Saint Laurent (2014).
L'inizio delle riprese è stato rimandato di oltre un anno a causa dello scoppio della pandemia di COVID-19 in Francia, fino all'aprile del 2022. Bonello ne ha approfittato per realizzare nel frattempo un film a basso costo sugli stessi temi, Coma. A tre mesi dall'inizio delle riprese, la produzione è stata fermata di nuovo dall'improvvisa morte di Ulliel il 19 gennaio 2022.
La scelta di Bonello per il sostituto di Ulliel è ricaduta subito su un attore non francese, non volendo creare paragoni. Un direttore di casting americano l'ha indirizzato verso l'inglese George MacKay, che è stato ufficializzato nel ruolo del protagonista nel maggio del 2022. MacKay ha imparato il francese per la sua parte, recitando in inglese solo nel primo episodio del film.

### Sceneggiatura
Bonello si è ispirato ad Elliot Rodger, il perpetratore del massacro di Isla Vista, nel tratteggiare il personaggio di Louis nel 2014, arrivando fino a riprendere verbatim intere parti del videomessaggio-manifesto di quest'ultimo, ritenendo che «non sarei mai stato in grado di esprimere [...] un desiderio represso [...] con dialoghi così forti, così scioccanti, come quelli dei video [di Rodger]». Per le scene di tensione, un film che ha preso a modello è stato Quando chiama uno sconosciuto.
Per il futuro del 2044, ha dichiarato di aver voluto creare «un'atmosfera diversa [...] mai vista prima», osservando come «la fantascienza mostra perlopiù strutture iper-moderne e sofisticate o paesaggi post-apocalittici: tutto è nuovo o tutto è distrutto [...] [ma] in vent'anni, la maggior parte degli edifici in cui viviamo sarà ancora lì. [...] Quindi, ho preso un mondo normale e, invece di aggiungere, ho sottratto. Niente automobili, nessuno per strada, niente internet».

### Riprese
Le riprese del film sono cominciate nell'agosto del 2022 e sono terminate nell'ottobre dello stesso anno, tenendosi a Parigi e Los Angeles.

## Distribuzione
Il film è stato presentato in anteprima il 3 settembre 2023 in concorso alla 80ª Mostra internazionale d'arte cinematografica di Venezia. È stato distribuito nelle sale cinematografiche francesi dal 7 febbraio 2024 e in quelle canadesi dal 19 aprile 2024. In Italia è stato distribuito da I Wonder Pictures a partire dal 21 novembre 2024.

## Riconoscimenti
- 2023 - Efebo d'oro
  - Miglior film
- 2023 - Mostra internazionale d'arte cinematografica[7]
  - In concorso per il Leone d'oro
- 2025 – Premio Lumière[16]
  - Candidatura per la migliore fotografia a Josée Deshaies
  - Candidatura per la migliore musica a Bertrand Bonello e Anna Bonello
- 2025 – Premio César[17]
  - Candidatura per i migliori effetti visivi